# Сребро Бабаков
Сребро Иванов Бабаков (Мороза) е деец на БРП (к). Участник в комунистическото съпротивително движение по време на Втората световна война. Български партизанин, командир на Първа средногорска бригада „Христо Ботев“.

## Биография
Сребро Бабаков е роден на 8 декември 1908 г. в село Чехларе. Член на БКП от 1928 г. Многократно задържан, интерниран и съден.
Участва във въоръженото комунистическо движение по време на Втората световна война. Първият партизанин в Средногорието. Командир е на Първа средногорска бригада „Христо Ботев“. Приема партизанското име Мороза. Участва във всички акции. 
След 9 септември 1944 г. е член на Пловдивския областен комитет на БРП (к). Работи в Народната милиция.